# Kid Noize
Grégory Avau, également connu sous le personnage de Kid Noize né le 23 décembre 1981 à Anderlecht (région de Bruxelles-Capitale), est un DJ, compositeur electropop et auteur de bande dessinée belge, et vivant actuellement à Charleroi en Wallonie . Il a fait partie du groupe Joshua,,, formé en 2001. Qualifiant son style musical de synthpop. Il a la particularité de ne jamais dévoiler son visage sous son personnage de Kid Noize, visage qu'il dissimule sous une prothèse faciale de singe.

## Biographie

### Jeunesse
Grégory Avau naît le 23 décembre 1981 à Anderlecht, une commune bruxelloise,.

### Carrière
Il commence la musique à l'âge de treize ans.
Alors au sein du groupe Joshua, ce dernier et Candid Empire sortent en 2004 l'album Et tracent le portrait d'une société qui ne veut plus grandir.
Il fait partie du jury de l'émission The Voice Belgique lors de la première saison, en tant que membre du groupe Joshua, et donc, sans son masque de singe.
Il fait les premières parties de Stromae, Faithless, Die Antwoord et Prodigy,.
En 2011, il signe un contrat chez Universal France et signe avec le même directeur artistique que Stromae.
Fin 2013, il crée son propre label "Black Gizah Records" et un portrait documentaire, réalisé par Alexandre Degardin, lui est consacré.
Lors de l'été 2015, il publie le single Summer Legend avec la DJ Mademoiselle Luna. Il donne un concert lors des fêtes de Wallonie en septembre 2015 à Namur. En décembre 2015, il est nommé dans la catégorie "Concert" des D6bels Music Awards 2015 aux côtés de Stromae et Girls in Hawaii.
Son premier album intitulé Dream Culture est sorti le 30 septembre 2016,,.
Le 26 janvier 2017, il reçoit le D6bels Music Awards du hit de l'année 2016 pour son titre, Ocean. Il s'ensuit une tournée marquée par une salle comble à l'Ancienne Belgique et un énorme succès au festival électro Tomorrowland.
Le 30 avril 2018, Grégory Avau publie sous son personnage de Kid Noize un nouveau single, Play annonçant la sortie de son second album, Nowera, en janvier 2019 simultanément au premier tome de ses aventures aux éditions Dupuis. Enregistré à Miami avec le chanteur américain Rio Santana, Play entre dans le classement de l'Ultratop le 12 mai et culmine à la première place de l'Ultratop le 20 juillet.
Le 28 juillet, après avoir été à nouveau au programme de Tomorrowland, il donne le départ des 24 heures de Francorchamps avant d'y jouer en tête d'affiche.
Grégory Avau est co-scénariste, avec Thierry « Kid » Toussaint, d'une bande dessinée dessinée par Otocto : Kid Noize, l'homme à la tête de singe (Dupuis, 2019).

## Polémique
Le 21 juin 2025, à l'occasion de la fête de la musique, Kid Noize est programmé dans trois événements en Wallonie. Ceux-ci ont lieu à des tranches horaires très proches (15 et 30 minutes d'intervalle) alors que les lieux sont distants de plus de 100 kilomètres : Frameries, Polleur et Attert.
Les organisateurs estiment que l'artiste n'a pas pu assumer ces trois prestations et s'est donc fait remplacer pour au moins l'une d'entre elles. Ce dernier réagit près de 24 heures plus tard, en annonçant que « Kid Noize devient une équipe », qu'il a « formé le meilleur successeur qui soit » et qu' « il n'y a pas de vrai, il n'y a pas de faux ». Il se fait déprogrammer de plusieurs festivals par la suite. En juillet 2025, les organisateurs du Polleur Summer Festival de Theux portent plainte pour escroquerie contre le DJ et son agent.

## Œuvre

### Discographie

#### Singles
- 2013 : KDNZ
- 2014 : Jackass
- 2014 : Brooklyn
- 2015 : Summer Legend feat. Mademoiselle Luna
- 2016 : Ocean
- 2016 : Do You Know
- 2017 : Hologram
- 2018 : Play
- 2018 : Girl
- 2019 : Walking to the Jungle
- 2020 : Blow It Up
- 2021 : Wawa

#### Albums
- 2016 : Dream Culture
- 2019 : The Man With a Monkey Face[30], Black Gizah Records

### Bande dessinée

#### Kid Noize
- 1. L'Homme à la tête de singe, Dupuis, Marcinelle, 25 janvier 2019
Scénario : Kid Noize, Kid Toussaint - Dessin et couleurs : Otocto -  (ISBN 979-10-34738-15-1)
- 2. Le Pouvoir des rêves, Dupuis, Marcinelle, 15 juin 2020
Scénario : Lapuss - Dessin et couleurs : Otocto -  (ISBN 979-10-34736-16-4)
- 3. L'Héritage de Nowera, Dupuis, Marcinelle, 17 février 2023
Scénario : Lapuss - Dessin et couleurs : Otocto -  (ISBN 979-10-34747-61-0)

### Articles
- Kid Noize (interviewé par Cassy Morandi), « Kid Noize en BD : «Une envie depuis toujours» », Le Soir,‎ 1er février 2019 (lire en ligne , consulté le 30 décembre 2024).